# Toon Hartman
Antonius (Toon) Hartman (Dongen, 1 oktober 1922 - 13 februari 2011) was een Nederlands politicus. Hij was burgemeester van Rijsbergen van 1974 tot 1986.

## Biografie
Hartman richtte in 1962 de Lijst Hartman op waarvoor hij raadslid in de gemeenteraad van Dongen werd. In 1966 werd hij wethouder, wat hij zou blijven tot hij op 4 mei 1974 tot burgemeester van Rijsbergen werd benoemd. Hierdoor vertrok hij uit Dongen, waarna de Lijst Hartman hernoemd werd tot Werknemerspartij, de latere Volkspartij Dongen. Tijdens Hartmans' periode als burgemeester werd de  St. Bavostraat opnieuw aangelegd en het verzorgingstehuis Rijserf gebouwd. Op 28 september 1986 nam hij afscheid als burgemeester en werd benoemd tot ereburger van Rijsbergen. Bij terugkomst in Dongen werd hij tevens benoemd tot erelid van Volkspartij Dongen. Hartman overleed op 13 februari 2011.

## Eerbetoon
- De Burgemeester Hartmanstraat in Rijsbergen is naar hem vernoemd.[2]
- Ereburger van Rijsbergen (1986).[3]
- Erelid Volkspartij Dongen (1986).[2]

## Persoonlijk
Hartman was getrouwd en had kinderen.